# Demavendia pastinacifolia
Demavendia pastinacifolia är en flockblommig växtart som först beskrevs av Pierre Edmond Boissier och Rudolph Friedrich Hohenacker, och fick sitt nu gällande namn av Pimenov. Demavendia pastinacifolia ingår i släktet Demavendia och familjen flockblommiga växter. Inga underarter finns listade i Catalogue of Life.